# أليكويبا
أليكويبا (بالإنجليزية: Aliquippa, Pennsylvania)‏ هي مدينة تقع في مقاطعة بيفر (بنسيلفانيا) بولاية بنسيلفانيا في الولايات المتحدة. تبلغ مساحة هذه المدينة 11.6 (كم²)، وترتفع عن سطح البحر 260 م، بلغ عدد سكانها 9438 نسمة في عام 2010 حسب إحصاء مكتب تعداد الولايات المتحدة.

## الموقع الجغرافي
الموقع الجغرافي للمناطق المحيطة بهذه النقطة هو كالتالي:

## أعلام
- إيرني بيتس
- ديمون دينسون
- تاي لو
- جون بالدوين
- جوش لاي
- يوجين أتكينسون

## وصلات خارجية
- The US50 - Cities and Towns in Pennsylvania State

قالب:مدن بنسيلفانيا